# Torre Caprioli

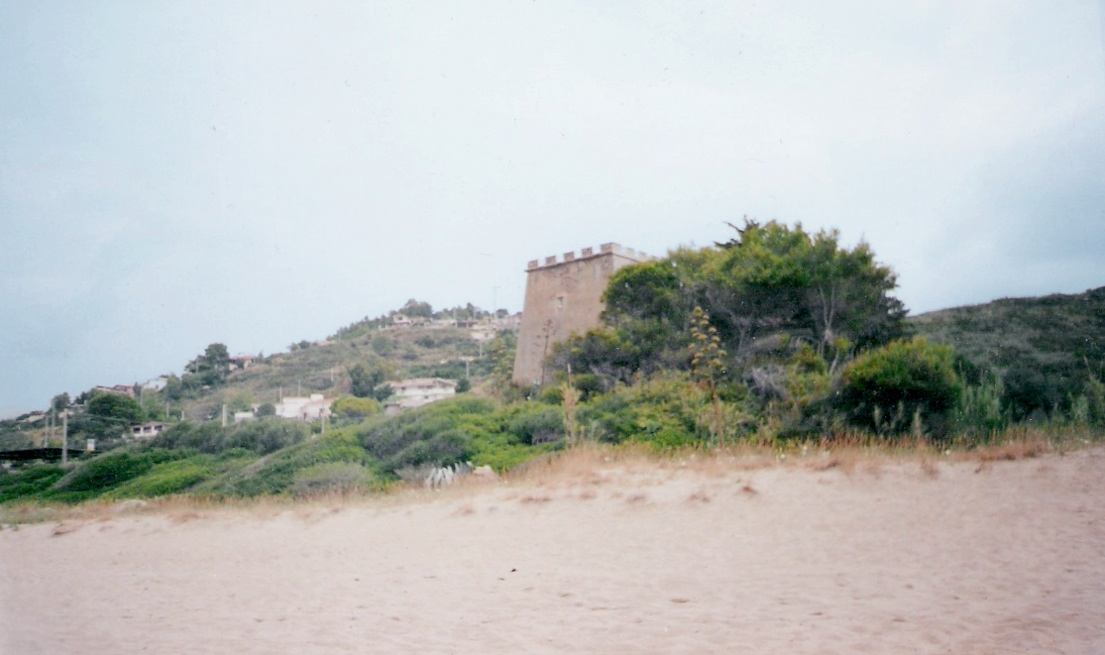
Torre Caprioli nel 2000

La Torre Caprioli (o Torre dei Caprioli) è una delle Torri costiere del Regno di Napoli, costruite nel '500 come protezione contro le incursioni saracene. Si trova a Caprioli, sulla Costiera cilentana, nel comune di Pisciotta, di cui segna il limite con Palinuro.

## Status giuridico
L'edificio è di proprietà privata. Il proprietario, un cittadino tedesco, l'ha adibita a residenza privata. Precedentemente, la torre è appartenuta alla locale famiglia Mautone.

## Flora
La località in cui sorge la torre costiera è interessata dalla presenza di un rarissimo endemismo della flora cilentana, la Genista cilentina, che fu distinta come buona specie nel 1993, dalla botanica Franca Valsecchi, all'interno "[d]el più ampio contesto di Genista ephedroides".
Quella di Torre Caprioli è la più estesa tra le pochissime stazioni che compongono l'areale puntiforme della pianta, su conglomerati e sabbie interessati da fenomeni di erosione calanchiforme.